# Voodoo Rhythm Records
Voodoo Rhythm Records ist ein Schweizer Plattenlabel, gegründet 1992 durch den Berner Musiker Beat Zeller (alias Reverend Beat-Man, vormals Lightning Beat-Man). Voodoo Rhythm Records ist spezialisiert auf rebellische Musik der 1950er-Jahre. Das Label entstand im Umfeld der Psychobilly-Gruppe The Monsters, die damals erfolglos versuchte, ihre Platten zu vertreiben. Auf ausgedehnten Tourneen traf Zeller gleichgesinnte Musiker, die er unter Vertrag nahm. Der Katalog umfasst heute Bands aus den Genren Blues, Folk, Punk, Rockabilly, Garage Rock, Rock ’n’ Roll, Surf, Cajun usw.
Vor allem dank dem charismatischen Gründer Beat Zeller ist Voodoo Rhythm Records heute ein wichtiges, international bekanntes Untergrund-Musiklabel. Die unter Vertrag stehenden Bands stammen aus der ganzen Welt.
Im Jahre 2007 wurde Beat Zeller für sein Schaffen der Anerkennungspreis des Kantons Bern verliehen.
Anfang 2009 trat Zeller mit einem Spendenaufruf an die Öffentlichkeit. Weil Urheberrechte nicht über die SUISA, sondern direkt zwischen Label und Künstler vergolten wurden, forderte diese von Voodoo Rhythm Records 42'500 Franken. Diese Forderung brachte das Plattenlabel an den Rand des Ruins. Benefizveranstaltungen wurden organisiert, und Spenden trafen aus der ganzen Welt in Bern ein.

## Aktuelle Künstler
- Andy Dale Petty
- Angry Zeta
- Bad Decisions
- Bad Mojos
- Bang Bang Band Girl
- Becky Lee And Drunkfoot
- Blind Butcher
- Bob Log III
- Bogos
- Destination Lonely
- Degurutieni
- Die Zorros
- DM Bob and the Deficits
- E.T. Explore Me
- Goblin Shark
- Hank Haint
- Heart Attack Alley
- Honshu Wolfes
- Jerry J Nixon
- John Schooley
- King Automatic
- Lightning Beat-Man And The Never Heard Of Ems
- Mama Rosin
- Menic
- Movie Star Junkies
- Nestter Donuts
- Oh Telephone
- Pierre Omer’s Swing Revue
- Pirate Love
- Reverend Beat-Man
- Rocket Science
- Rolando Bruno
- Roy and the Devil’s Motorcycle
- Sean Wheeler & Zader Schloss
- Sam Snitchy
- Sixtyniners
- Sloks
- Stinky Lou and the Goon Mat With Lord Bernardo
- Sudden Infant
- The Budget Boozers
- The Christian Family
- The Come N' Go
- The Dead Brothers
- The Del Gators
- The Devils
- The Dukes of Hamburg
- The Get Lost
- The Giant Robots
- The Goon Mat and Lord Benardo
- The Guilty Hearts
- The Juke Joint Pimps
- The Me’s
- The Monsters
- The Pussywarmers
- The Revox
- The Sex Organs
- The Watzloves
- Thee Spivs
- Trixie and the Trainwrecks
- Urban Junior
- Wau y Los Arrrghs !!!
- Zeno Tornado And The Boney Google Brothers

## Ehemalige Künstler
- C. W. Stoneking
- Delaney Davidson
- Hipbone Slim and the Knee Tremblers
- King Khan & The Shrines
- Possessed by Paul James
- Stompin’ Harvey and the Fast Wreckers
- The Hormonauts
- The Jackets
- Thee Butchers Orchestra